# تروینین
ترویگنین (به فرانسوی: Trévignin) یک کمون در فرانسه است که در Canton of Aix-les-Bains-Nord-Grésy واقع شده‌است.

## خصوصیات
ترویگنین ۶٫۸۹ کیلومترمربع مساحت و ۷۲۷ نفر جمعیت دارد.

## خواهرخوانده
شهرهای بیرفلدن و الفن خواهرخوانده‌های ترویگنین هستند.